# Accent Records
Accent is een Belgisch platenlabel dat in 1978 werd opgericht door Adelheid en Andreas Glatt. Het brengt klassieke muziek uit van ca. 1500 tot de twintigste eeuw, maar met de klemtoon op muziek uit de zeventiende en de achttiende eeuw. Andreas Glatt is een Duitse instrumentenbouwer, gevestigd in Beert (Pepingen en gespecialiseerd in barokfluiten; Adelheid Glatt is een basviola da gambaspeelster, die onder meer aan enkele Eufodaplaten meewerkte.
Enkele artiesten die voor Accent hebben opgenomen zijn:
- Luc Devos ((forte)piano)
- Paul Dombrecht (hobo, dirigent)
- Roel Dieltiens (cello)
- René Jacobs (contratenor)
- Konrad Junghänel (luit)
- Robert Kohnen (klavecimbel)
- Sigiswald Kuijken (viool, viola da gamba, dirigent)
- Barthold Kuijken (fluit)
- Wieland Kuijken (cello, viola da gamba)
- Marcel Ponseele (hobo)
- Raphaella Smits (gitaar)
- Liuwe Tamminga (orgel)
- Jos Van Immerseel ((forte)piano)
- Erik Van Nevel en Currende (vocaal en instrumentaal ensemble)
- La Petite Bande (ensemble)
- La Colombina (ensemble)
- Concerto Palatino (ensemble)
- Arthur Schoonderwoerd (fortepiano)